# Strażnica WOP Rudawa
Strażnica WOP Siedlisko/Rudawa/Długopole – podstawowy pododdział graniczny Wojsk Ochrony Pogranicza.

## Formowanie i zmiany organizacyjne
Strażnica została sformowana w 1945 w strukturze 51 komendy odcinka jako 237 strażnica WOP (Stuchlsteiffen) o stanie 56 żołnierzy. Kierownictwo strażnicy stanowili: komendant strażnicy, zastępca komendanta do spraw polityczno-wychowawczych i zastępca do spraw zwiadu. Strażnica składała się z dwóch drużyn strzeleckich, drużyny fizylierów, drużyny łączności i gospodarczej. Etat przewidywał także instruktora do tresury psów służbowych oraz instruktora sanitarnego.
Od 15 marca 1954 wprowadzono nową numerację strażnic, a strażnica WOP Rudawa otrzymała nr 246. 
W 1956 rozpoczęto numerowanie strażnic na poziomie brygady. Strażnica III kategorii Rudawa była 10. w 5 Brygadzie Wojsk Ochrony Pogranicza. W 1960, po kolejnej zmianie numeracji, strażnica posiadała numer 17 i zakwalifikowana była do kategorii IV w 5 Sudeckiej Brygadzie WOP . Parę miesięcy później rozwiązano strażnicę, a w jej miejsce powstała 16 placówka WOP II kategorii w Długopolu.

## Ochrona granicy
Strażnice sąsiednie:
- 236 strażnica WOP Marientthal ⇔ 238 strażnica WOP Langenbruck – 1946
- strażnica WOP Lesica ⇔ strażnica WOP Zieleniec – 1957